# همه اسب‌ها یک‌رنگ هستند
همۀ اسب‌ها یک‌رنگ هستند (به انگلیسی: All horses are the same color) یک قضیهٔ نادرست است که با استفاده از استقرای ریاضی تلاش دارد ثابت کند هر مجموعهٔ {\displaystyle n}-تایی از اسب‌ها یک‌رنگ هستند. صورت قضیه را می‌توان به این صورت بیان کرد: «به ازای هر عدد صحیح مثبت {\displaystyle n}، هر مجموعهٔ {\displaystyle n}-تایی از اسب‌ها همواره یک‌رنگ هستند.»
این مسئله را جورج پولیا طراحی کرده‌است.

## برهان
گام اولبرای {\displaystyle n=1} درستی بدیهی است؛ زیرا در هر مجموعهٔ یک‌اسبی همهٔ اسب‌ها با یکدیگر هم‌رنگ هستند (هر اسبی همرنگ خودش است).
گام دومفرض می‌کنیم در هر مجموعهٔ {\displaystyle n}-تایی از اسب‌ها همهٔ اسب‌ها یک‌رنگ هستند. حال یک مجموعهٔ {\displaystyle n+1}-تایی از اسب‌ها را در نظر می‌گیرم. یک اسب دلخواه را از مجموعه انتخاب و از آن جدا می‌کنیم، مجموعهٔ {\displaystyle n} اسب باقی‌مانده بنا به فرض استقرا باید همرنگ باشند. حال اسب اول را به مجموعه برمی‌گردانیم و اسب دیگری را جدا می‌کنیم و باز هم مجموعهٔ {\displaystyle n}-تایی باقی‌مانده هم‌رنگ خواهند بود. نتیجه می‌گیرم که همهٔ اسب‌های مجموعهٔ {\displaystyle n+1}-تایی نیز یک‌رنگ هستند. به عبارت دیگر چون دو مجموعهٔ {\displaystyle n}-تایی اول و دوم با یکدیگر دارای اشتراک هستند؛ پس با توجه به ترایا بودن رابطهٔ همرنگی می‌توان نتیجه گرفت اسب اول و دوم با سایر اسب‌ها یک‌رنگ هستند.

## اشتباه
یافتن اشتباه موجود در این برهان ساده نیست چون استدلال به‌کار رفته برای هر مجموعهٔ {\displaystyle n+1}-عضوی صادق است مگر حالت {\displaystyle n=1}، یعنی زمانی که بخواهیم ثابت کنیم یک مجموعهٔ دو-اسبی همرنگ هستند و فرض ما این باشد که هر مجموعهٔ یک‌اسبی هم‌رنگ است، که قابل اثبات نیست چون دو مجموعه با یکدیگر اشتراک نخواهند داشت و رابطهٔ ترایا ندارند. این مغالطه نشان می‌دهد که در استقرای ریاضی اثبات‌پذیر بودن گزارهٔ {\displaystyle n+1} به ازای همهٔ {\displaystyle n}-های بزرگتر-مساویِ فرضِ اولیه دارای اهمیت است.